# Tubificoides swirencoides
Tubificoides swirencoides är en ringmaskart som beskrevs av Brinkhurst 1985. Tubificoides swirencoides ingår i släktet Tubificoides och familjen glattmaskar. Arten är reproducerande i Sverige. Inga underarter finns listade i Catalogue of Life.